# Vriesea funebris
Vriesea funebris là một loài thuộc chi Vriesea. Đây là loài đặc hữu của Brasil.